# مورتن ثورسبي
مورتن ثورسبي (بالنرويجية: Morten Thorsby‏) (من مواليد 5 مايو 1996) هو لاعب كرة قدم نرويجي محترف يلعب حاليًا مع نادي يونيون برلين والمنتخب النرويجي كلاعب خط وسط.